# Суперкубок Англії з футболу 1954
Суперкубок Англії з футболу 1954 — 32-й розіграш турніру. Матч відбувся 29 вересня 1954 року між чемпіоном Англії «Вулвергемптон Вондерерз» та володарем кубка країни «Вест-Бромвіч Альбіон». Згідно з тогочасним регламентом після нічийного результату титул переможця поділил обидві команди.
| Володарі Суперкубка Англії 1954        |
| -------------------------------------- |
|                                        |
| «Вулвергемптон Вондерерз» Другий титул |
|                                        |
| «Вест-Бромвіч Альбіон» Другий титул    |

## Учасники
| Клуб                      | Участей | Роки (жирним виділено перемоги) |
| ------------------------- | ------- | ------------------------------- |
| «Вулвергемптон Вондерерз» | 1       | 1949                            |
| «Вест-Бромвіч Альбіон»    | 2       | 1920, 1931                      |

## Матч

### Деталі
| 29 вересня 1954 |

| «Вулвергемптон Вондерерз»              | 4–4      | «Вест-Бромвіч Альбіон»       |
| -------------------------------------- | -------- | ---------------------------- |
| Свінборн 12', 62' Ділі 46' Хенкокс 73' | Протокол | Аллен 56', 57', 79' Раян 77' |

| Молінью, Вулвергемптон Глядачів: 45 035 Арбітр: Джордж Гібсон |

| В                |  | Берт Вільямс    |
| З                |  | Білл Гаттрідж   |
| З                |  | Білл Шортгаус   |
| ПЗ               |  | Рон Флаверс (к) |
| ПЗ               |  | Едді Расселл    |
| ПЗ               |  | Едді Клемп      |
| Н                |  | Джонні Хенкокс  |
| Н                |  | Пітер Бродбент  |
| Н                |  | Рой Свінборн    |
| Н                |  | Норман Ділі     |
| Н                |  | Денніс Вілшо    |
| Головний тренер: |  |                 |
| Стен Калліс      |  |                 |

| В                |  | Джиммі Сандерс  |
| З                |  | Стен Рікейбі    |
| З                |  | Лен Мілдард (к) |
| ПЗ               |  | Джиммі Дадлі    |
| ПЗ               |  | Джо Кеннеді     |
| ПЗ               |  | Біллі Брукс     |
| Н                |  | Френк Гріффін   |
| Н                |  | Рег Раян        |
| Н                |  | Ронні Аллен     |
| Н                |  | Вілф Картер     |
| Н                |  | Джордж Лі       |
| Головний тренер: |  |                 |
| Вік Бакінгем     |  |                 |